# Polyrhachis lucens
Polyrhachis lucens är en myrart som beskrevs av Horace Donisthorpe 1947. Polyrhachis lucens ingår i släktet Polyrhachis och familjen myror. Inga underarter finns listade i Catalogue of Life.